# Njasvizj rajon
Njasvizj rajon (belarusiska: Нясвіжскі раён) är ett distrikt (rajon) i Belarus. Huvudort är Njasvizj. Det ligger i Minsks voblast, i den centrala delen av landet, 90 km sydväst om huvudstaden Minsk.